# Wild Side Films
Wild Side Films est une société de production cinématographique française créée en 2002, en outre par Manuel Chiche, produisant ou distribuant des films diffusés en salles ou sortis en vidéo.

## Filmographie partielle
- 1946 : La Double Énigme (The Last Mirror), de Robert Siodmak
- 1962 : La Légende de Zatoichi: le masseur aveugle (The Tale of Zatoichi), de Kenji Misumi
- 1973 : Une journée bien remplie, de Jean-Louis Trintignant
- 1973 : La Montagne sacrée, de Alejandro Jodorowsky
- 1977 : Suspiria, de Dario Argento
- 1992 : Bad Lieutenant, de Abel Ferrara
- 1993 : Short Cuts, de Robert Altman
- 1994 : Pulp Fiction, de Quentin Tarantino
- 2000 : Malèna, de Giuseppe Tornatore
- 2001 : Spy Kids, de Robert Rodriguez
- 2001 : Scary Movie 2, de Keenen Ivory Wayans
- 2001 : Absolument fabuleux, de Gabriel Aghion
- 2002 : Le Pianiste, de Roman Polanski
- 2002 : REC, de Jaume Balagueró et Paco Plaza
- 2003 : Old Boy, de Park Chan-wook
- 2006 : Southland Tales, de Richard Kelly
- 2006 : All the Boys Love Mandy Lane, de Jonathan Levine
- 2006 : REC², de Jaume Balagueró et Paco Plaza
- 2007 : Molière, de Laurent Tirard
- 2008 : Panique à Hollywood (What Just Happened), de Barry Levinson
- 2008 : Zack et Miri font un porno (Zack & Miri Make A Porno), de Kevin Smith
- 2009 : Thirst, ceci est mon sang, de Park Chan-wook
- 2009 : Paintball, de Daniel Benmayor
- 2010 : Marley, de Kevin Macdonald
- 2010 : Le Guerrier silencieux, de Nicolas Winding Refn
- 2010 : The Murderer, de Na Hong-jin
- 2010 : Detective Dee : Le Mystère de la flamme fantôme, de Tsui Hark
- 2011 : Gantz, de Shinsuke Satō
- 2011 : Drive, de Nicolas Winding Refn
- 2012 : Touristes, de Ben Wheatley
- 2012 : Berberian Sound Studio, de Peter Strickland
- 2013 : 7 Psychopathes, de Martin McDonagh
- 2013 : Pandémie, de Kim Sung-joo
- 2013 : Snowpiercer : Le Transperceneige, de Bong Joon-ho
- 2014 : Les Chevaliers du Zodiaque : La Légende du Sanctuaire, de Keiichi Sato